# Banco del Bienestar
Banco del Bienestar es una institución bancaria mexicana de desarrollo dependiente del Gobierno de México. Es el principal dispersor de recursos de programas sociales del gobierno federal.
En 2019, sustituyó al Banco del Ahorro Nacional y Servicios Financieros (Bansefi, por su acrónimo) y previo a esta, al Patronato del Ahorro Nacional (Pahnal), la institución pública que promovió el ahorro entre los mexicanos durante 60 años.

## Historia

### Patronato del Ahorro Nacional
Durante el sexenio del presidente Miguel Alemán Valdés (1946-1952), se apoyó la creación de pequeñas y medianas empresas, y se abrió el campo a la inversión privada. Sin embargo, eso no fue suficiente para evitar una crisis económica. Como consecuencia, el peso mexicano se devaluó de 4.85 por dólar a 8.65. En ese contexto, el presidente Alemán pensó en el ahorro como una fórmula para fortalecer y desarrollar al país. La idea fue que la población ahorrara, que con esos recursos se apoyara la producción y así se reactivara la economía.
Para conseguirlo, creó el Patronato del Ahorro Nacional (Pahnal), que inició sus funciones en enero de 1950. Su principal instrumento de inversión fueron documentos pagaderos a la vista llamados Bonos del Ahorro Nacional, que garantizaban duplicar su valor a los 10 años. Tan solo el primer día se colocaron bonos por 5 millones de pesos. Con el dinero se montó una fábrica de aceites lubricantes para motores de precisión y se construyeron casas para trabajadores en Monterrey, N.L. Más tarde, los Bonos del Ahorro Nacional se popularizaron entre la población al pagarse con ellos todos los premios otorgados por concepto de concursos, promociones y rifas. En 1951 se creó el Bono del Ahorro Escolar, para promover entre los estudiantes de educación básica la compra de estampillas de 20 centavos que se pegaban en una cartilla. Al reunir 10 pesos de estampillas, los niños podían canjear su cartilla por un Bono del Ahorro Nacional.
En su historia venidera los mismos bonos se convirtieron en parte del escenario cotidiano del país, de hecho en la década de los 60s y 70s ya estaban consolidados como instrumentos de ahorro que podían significar una forma de acceso a los servicios bancarios que hasta ese momento solo eran accesibles para los estratos de población media alta a alta,y como se menciona antes muchos concursos en medios de difusión públicos y privados tenían como premio estos mismos, quienes los adquirieron en algunos casos han mencionado que si ganaron rendimientos con ellos, sin embargo también se menciona que la gente perdió dinero, en pocas palabras también este instrumento tuvo altas y bajas en su historia, sin embargo durante las 2 crisis económicas venideras el instrumento tenía opiniones encontradas. esto también se mantuvo durante la década de los 80s donde la crisis del inicio de la década menguo las finanzas de manera que incluso los bonos resultaron afectados, aun con los desastres y crisis como el terremoto del 85 siguieron siendo utilizados parcialmente y hasta la crisis de 1994 aún eran ofrecidos sin embargo desde 10 años atrás resultaron ser para muchos algo impractico ya que por las mismas crisis se volvían cada vez más devaluables hasta el golpe definitivo en 1994 con el efecto tequila, desde ese momento los estratos de población que habían creído en ellos habían perdido dicha confianza y después de esas épocas el crédito para dicha población fue elevado a niveles en los cuales solo los estratos medios altos podían acceder a ellos, para ese entonces florecieron las alternativas como las sofoles, los bancos enfocados a las clases bajas y bajas medias haciendo que la población con el paso del tiempo olvidara ese instrumento bancario.
A partir de ese momento el patronato del ahorro nacional tuvo dificultades para sostenerse al haber desaparecido el instrumento insignia que lo había hecho reconocible, lo que le resultó en problemas al gob. federal al hacerlo responsable de la misma crisis y que ello derivara en que la banca fuese rescatada en un controvertido plan que dividió opiniones. por lo que en los sexenios venideros a partir de 1994 se pensó en la forma de poder reconvertir el patronato en una institución bancaria que fuese también competente y que hiciera que las poblaciones de estratos bajos y medios pudiesen tener acceso a la banca comercial de manera más social además de que alternativas privadas ya estaban ganando terreno. Se necesitaba una alternativa para modernizar y poner al día a la entidad.

### Banco del Ahorro Nacional y Servicios Financieros
Bansefi fue creado el 2 de junio de 2001 con la publicación de la Ley Orgánica del Banco del Ahorro Nacional y Servicios Financieros e inició operaciones el 2 de enero de 2002. La finalidad de Bansefi era promover el ahorro y la inclusión financiera; canalizar los apoyos temporales del gobierno federal necesarios para el fortalecimiento y desarrollo del sector de ahorro y crédito popular; y convertirse en la “caja de cajas”, el banco de segundo piso del sector. El mandato del banco fue apoyar el desarrollo institucional del sector de ahorro y crédito popular y promover la cultura financiera y el ahorro entre sus integrantes. El único Banco de Desarrollo del Gobierno Federal orientado al ahorro que ofrece otros servicios financieros como remesas y micro seguros, entre muchos otros, los cuales han sido especialmente desarrollados para su población objetivo. Fue la única institución de Banca de Desarrollo que por mandato atiende a los intermediarios integrantes del Sector de Ahorro y Crédito Popular: Cooperativas, Sociedades Financiera Populares y Sociedades Financieras Comunitarias. Asimismo, Bansefi era el único banco emisor de Billetes de Depósito en el país.[cita requerida]
En 2002, con el fin de modernizar los esquemas de ahorro en México y hacer más profundo el sistema financiero, el gobierno federal transformó al Patronato del Ahorro Nacional en el Banco del Ahorro Nacional y Servicios Financieros, como parte de sus instituciones de banca de desarrollo. Una de sus principales misiones es favorecer la inclusión financiera de las personas de escasos recursos o que viven en poblaciones alejadas y que no cuentan con servicios financieros formales, dado que se estima que solamente el 37% por ciento de la población económicamente activa es atendido por la banca comercial y 15% por la banca social.
además de ello con el tiempo se creó "l@ red de la gente" que simplemente engloba servicios financieros de la institución que pueden accederse a través de todas las sucursales de bansefi de manera eficiente y directa, además de programas de educación financiera dirigido a todas las edades.
Programa Integral de Inclusión Financiera
El 8 de julio de 2015, BANSEFI dio inicio el Programa Integral de Inclusión Financiera (PROIIF) el cual fue diseñado para las mujeres beneficiarias de los Programas Sociales de la Coordinación Nacional de PROSPERA, quienes se encuentran en situación de pobreza y habitan principalmente en zonas rurales del país.
La primera fase se llevó a cabo del 8 de julio al 31 de diciembre de 2015. Teniendo como resultado más de 1 millón de beneficiarias atendidas con educación financiera, tarjeta de débito, y seguro de vida gratuito.
Caravanas BANSEFI de Inclusión Financiera
En 2016 Bansefi creó un equipo de camionetas con el objetivo de coadyuvar a la inclusión financiera de la población, mediante la apertura de cuentas de ahorro y la oferta de otros productos financieros; brindar Educación Financiera y acercar a BANSEFI a la población. Las Caravanas BANSEFI de Inclusión Financiera permitirán una mayor cercanía con la población más alejada, principalmente con aquellos excluidos del sistema financiero.
Cobertura Geográfica y Redes de Distribución
- 429 sucursales Bansefi.
- 184 SACP’s integrantes de L@Red de la Gente con 1,846 sucursales.
- 2118 corresponsales bancarios (Yastás 1863, DICONSA 249 y estaciones de servicio PEMEX 6).

Con el fin de alcanzar sus metas, BANSEFI ha ampliado su presencia en la República Mexicana. A septiembre de 2016, cuenta con 429 sucursales en toda la República, que administran más de 11 millones de cuentas, ofrecen productos de ahorro, envío y pago de remesas de dinero, colocación de microseguros de vida y otros productos y servicios financieros, y distribuyen diversos apoyos gubernamentales.
En 2002, BANSEFI inició una alianza estratégica con sociedades de ahorro y crédito popular y cooperativo denominada L@Red de la Gente, para ofrecer en conjunto envío y recepción de remesas de dinero nacionales e internacionales, microseguros de vida y pago de servicios. Al cierre de septiembre de 2016, L@Red de la Gente está conformada por 185 sociedades, incluyendo BANSEFI, con 2,282 sucursales presentes en 928 municipios. Durante el periodo enero de 2015 a septiembre de 2016, L@Red de la Gente ha integrado a un total de 100 nuevas sucursales.
Otra de sus redes de servicio es PATMIR, Programa de Asistencia Técnica a las Microfinanzas Rurales, forma parte de BANSEFI desde el año 2010 y tiene como propósito llevar servicios financieros integrales y formales al sector rural marginado. La membresía adicional acumulada al cierre de 2015 mediante PATMIR fue de 177,160 socios y clientes que cumplen con los estándares establecidos para considerarse incluidos financieramente. Con esto, la fase III del Programa ya alcanza hoy más de 1 millón de nuevos socios y clientes del sector de ahorro y crédito popular incluidos, principalmente en zonas rurales de alta y muy alta marginación.
Bansefi ha dedicado tiempo y recursos a robustecer su plataforma tecnológica y a ampliar su presencia regional mediante alianzas estratégicas con corresponsales bancarios, una de ellas con Diconsa, entidad que tiene el mandato de abastecer productos básicos a localidades rurales de alta y muy alta marginación.
Como resultado de este esfuerzo, en 2012 la Organización de las Naciones Unidas (ONU) seleccionó a BANSEFI como ganador del segundo lugar del Premio al Servicio Público por su programa de Corresponsales Bancarios y distribución electrónica de programas gubernamentales.
El banco capacitaba y certificaba, con autorización de la Secretaría de Educación Pública SEP, a capacitadores en la materia y anualmente imparte talleres en la a alrededor de 20 mil personas de escasos recursos en sus propias localidades.
En 2015, BANSEFI se convirtió en el primer banco mexicano en ser acreditado por el Consejo Nacional de Normalización y Certificación de Competencias Laborales, CONOCER como entidad de certificación y evaluación en materia de educación financiera, lo que le permitirá certificar a su personal y de otras instituciones interesadas, en los diferentes temas relativos a educación financiera.
Bansefi fue creado el 2 de junio de 2001 con la publicación de la Ley Orgánica del Banco del Ahorro Nacional y Servicios Financieros e inició operaciones el 2 de enero de 2002.
La finalidad de Bansefi era promover el ahorro y la inclusión financiera; canalizar los apoyos temporales del gobierno federal necesarios para el fortalecimiento y desarrollo del sector de ahorro y crédito popular; y convertirse en la “caja de cajas”, el banco de segundo piso del sector. El mandato del banco fue apoyar el desarrollo institucional del sector de ahorro y crédito popular y promover la cultura financiera y el ahorro entre sus integrantes. El único Banco de Desarrollo del Gobierno Federal orientado al ahorro que ofrece otros servicios financieros como remesas y micro seguros, entre muchos otros, los cuales han sido especialmente desarrollados para su población objetivo. Fue la única institución de Banca de Desarrollo que por mandato atiende a los intermediarios integrantes del Sector de Ahorro y Crédito Popular: Cooperativas, Sociedades Financiera Populares y Sociedades Financieras Comunitarias. Asimismo, Bansefi era el único banco emisor de Billetes de Depósito en el país.[cita requerida]
Con la publicación de la Ley Orgánica del Banco del Bienestar el 19 de julio de 2019, Bansefi fue sustituido por el Banco del Bienestar, Sociedad Nacional de Crédito.

## Dirección del banco

### Como Banco del Ahorro Nacional y Servicios Financieros
| Nombre                            | Periodo                                         |
| --------------------------------- | ----------------------------------------------- |
| Javier Gavito Mohar               | 22 de enero de 2002 - 15 de octubre de 2007     |
| Jaime González Aguadé             | 15 de octubre de 2007 - 6 de abril de 2011      |
| Carlos Montaño Fernández          | 9 de febrero de 2012 - 6 de diciembre de 2012   |
| Jorge Estefan Chidiac             | 6 de diciembre de 2012 - 21 de enero de 2015    |
| Alejandra Del Moral Vela          | 4 de febrero de 2015 - 30 de septiembre de 2016 |
| María Fernanda Casanueva de Diego | 13 de octubre de 2016 - 4 de enero de 2017      |
| Virgilio Andrade Martínez         | 27 de enero de 2017 - 30 de noviembre de 2018   |

### Como Banco del Bienestar
| Nombre                         | Periodo                                       |
| ------------------------------ | --------------------------------------------- |
| Rabindranath Salazar Solorio*  | 1 de diciembre de 2018 - 20 de julio de 2019  |
| Diana Álvarez Maury            | 22 de junio de 2020 - 15 de diciembre de 2021 |
| Víctor Manuel Lamoyi Bocanegra | 15 de diciembre de 2021 - En el cargo         |

## Premios y reconocimientos
- The Computerworld Honors Program 2012. Ganador en Categoría de Innovación.
- Organización de las Naciones Unidas, ONU. Segundo Lugar Premio al Servicio Público 2012. Programa de Corresponsales Bancarios y distribución electrónica de programas gubernamentales.